# Parastagmatoptera pellucida
Parastagmatoptera pellucida är en bönsyrseart som beskrevs av Giglio-tos 1914. Parastagmatoptera pellucida ingår i släktet Parastagmatoptera och familjen Mantidae. Inga underarter finns listade i Catalogue of Life.